# Arte do Neolítico

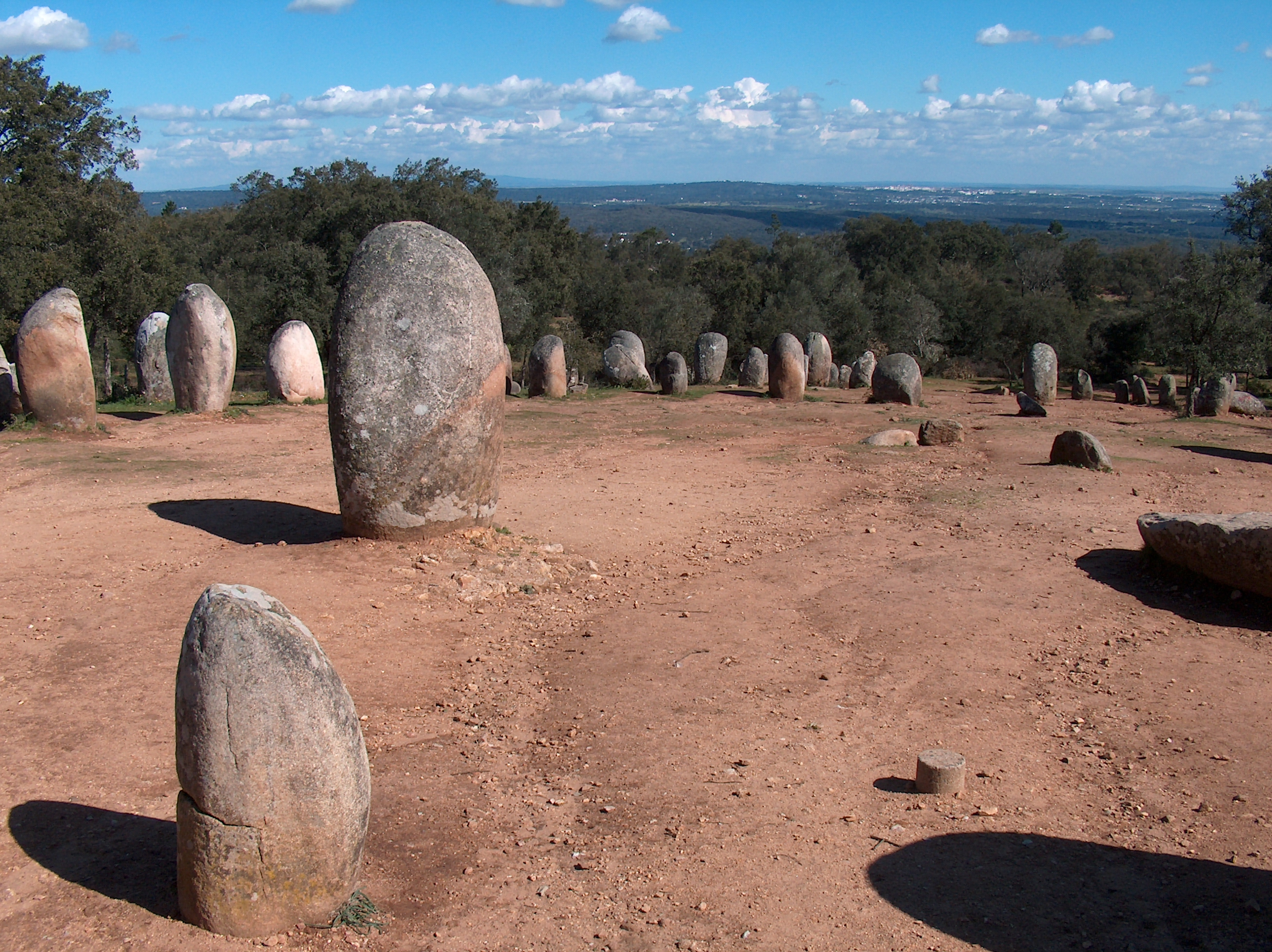
Vista parcial do Cromeleque dos Almendres, Portugal.

A arte do neolítico inicia-se com a Revolução neolítica, período revolucionário na história que, no Médio Oriente, teve início há cerca de 10 000 anos, quando a humanidade começa com êxito a domesticar animais e a dar os primeiros passos na agricultura, cultivando gramíneas cerealíferas.
A partir desse momento a humanidade aprende a assegurar a sua alimentação pelo próprio trabalho e torna-se sedentário formando aldeias. Assim, surge a produção de cerâmica, a fiação e a tecelagem, assim como métodos básicos da construção arquitetural em madeira, tijolo e pedra. Iniciam-se  também neste período as imponentes estruturas megalíticas, construções feitas com grandes pedras monolíticas, relacionadas com o culto dos mortos ou com objetivos religiosos.
De um modo geral, e de acordo com os achados arqueológicos, a produção artística deste período é caracterizada pelo surgimento de parâmetros geométricos, relacionada a uma suposta evolução dos padrões naturalistas, realistas para um abstracionismo na representação das formas.
Mas os achados que têm sido feitos, pouco nos dizem da evolução da mentalidade da humanidade no neolítico e de sua motivação artística. Isto não significa que haja uma produção de peças em quantidade reduzida, mas que talvez estas sejam feitas em materiais frágeis, como a madeira, e que não tenham resistido ao tempo.

## Arquitetura Neolítica

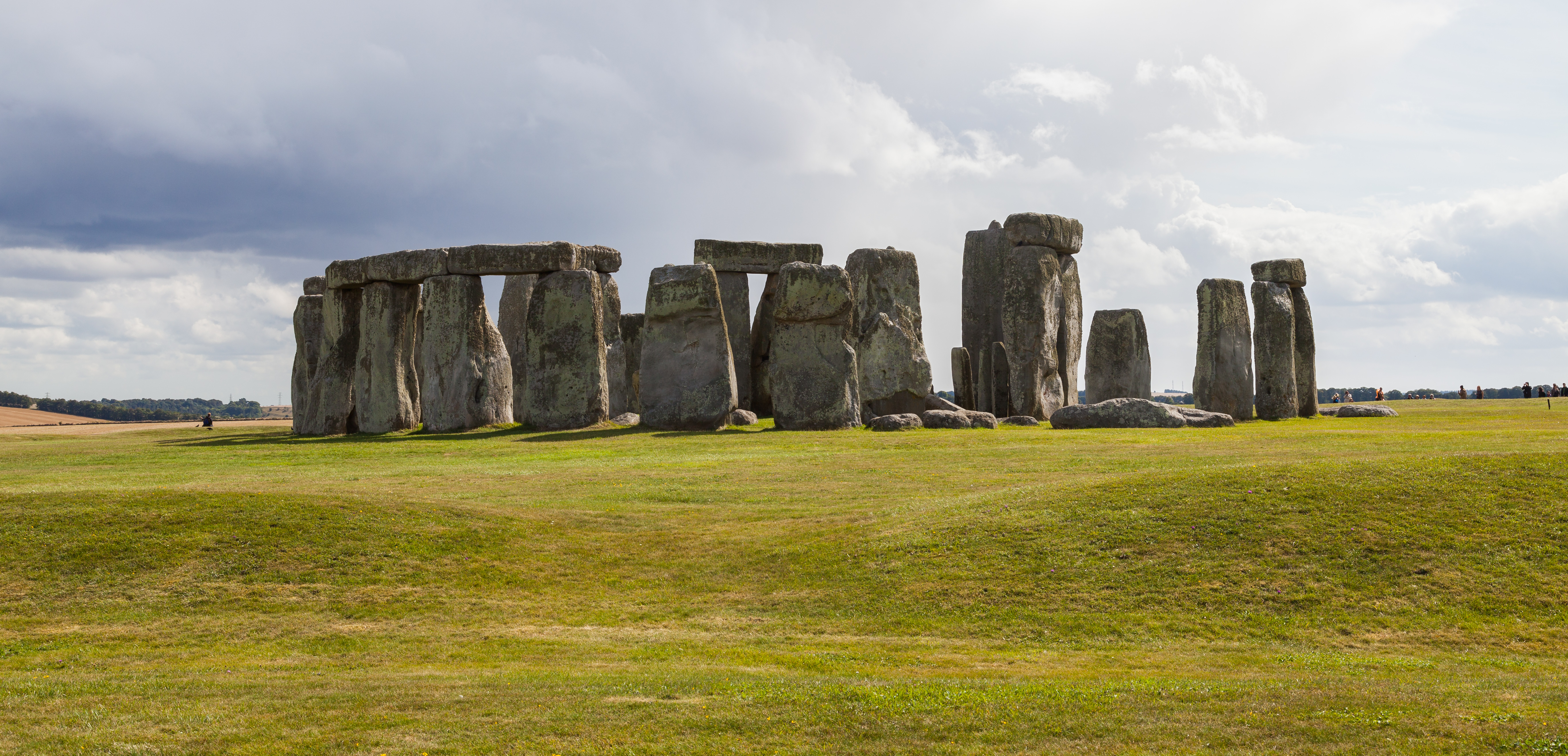
Stonehedge, Inglaterra

Com a sedentarização do homem no período neolítico, passou a se desenvolver também a construção de abrigos e outros monumentos. Um dos tipos de abrigo que surgiu nesse período foram as construções palafíticas, um tipo de habitação feita de maneira, construída sobre troncos ou pilares resistentes e profundamente enterrados em áreas alagadiças como fundo de lagos ou margens de rios, reunindo-se em verdadeiras cidades. Sítios palafíticos datados do neolítico foram encontrados na Suíça e no sul da Alemanha, achados que contribuíram muito para o conhecimento que temos hoje do cotidiano, agricultura e inovações tecnológicas desses povos.
As construções mais conhecidas do período neolítico, porém, são os monumentos megalíticos. Esses monumentos são enormes construções feitas com grandes blocos de pedra, assumindo variadas formas e disposições, e podendo servir diferentes objetivos, como simbólicos, religiosos e funerários.

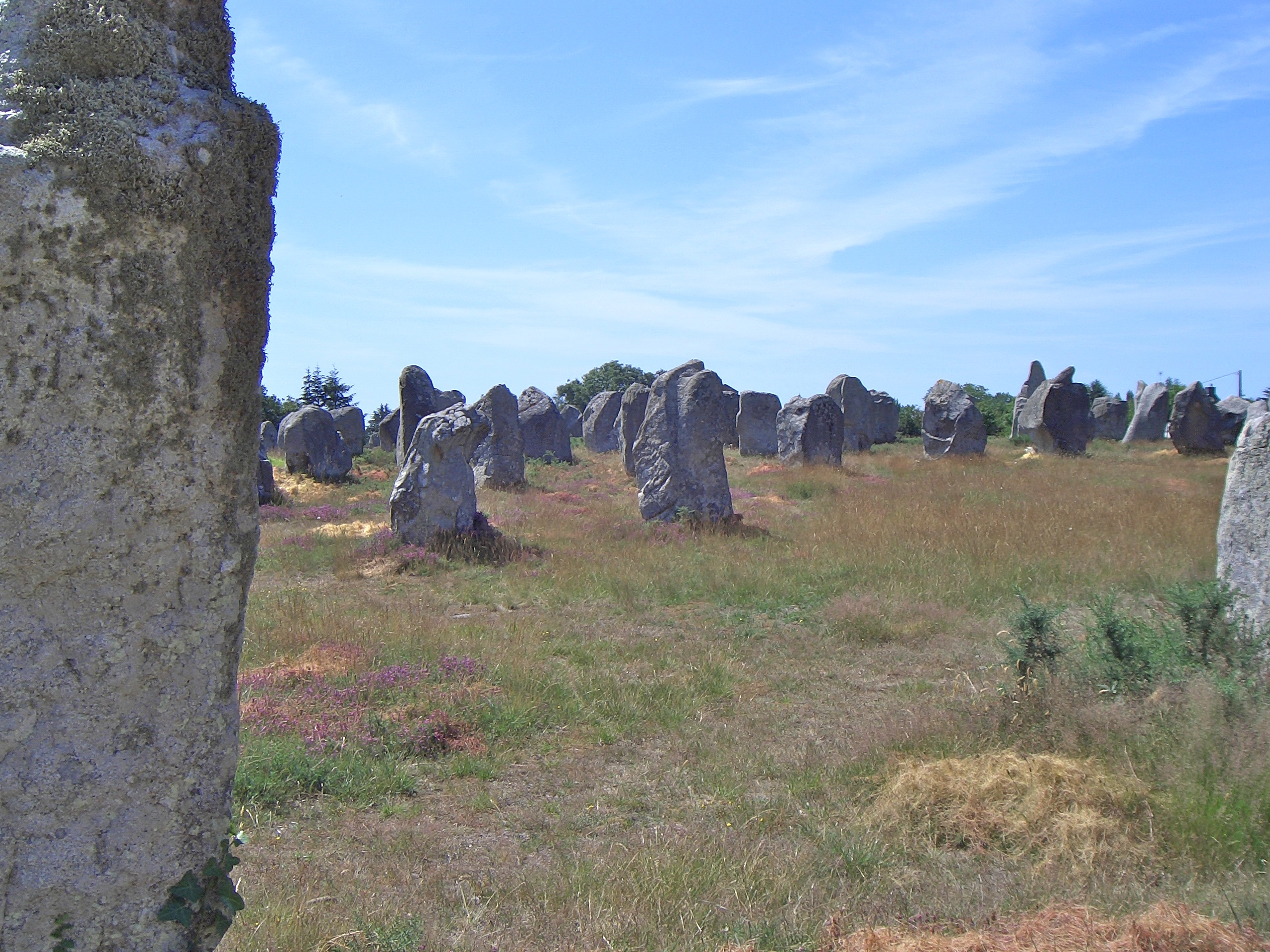
Rochas de Carnac, França

Um tipo de monumento megalítico são os menires, grandes blocos de pedra erguidos verticalmente, representando muitas vezes estátuas de divindades. Menires enfileirados e regularmente espaçados recebem o nome de alinhamentos. O alinhamento mais famoso são as Rochas de Carnac, na França. Quando os menires estão dispostos em um ou mais círculos, por sua vez, chamamos de cromeleque (ou cromlech). Esses monumentos estão associados ao culto da natureza e de astros como o sol e a lua, tendo sido usados como observatórios astronômicos. Um cromeleque conhecido e bem estudado é o de Stonehenge, na Inglaterra. Outro tipo de monumento megalítico são os dolmens, formados por duas pedras verticais sustentando uma terceira, colocada horizontalmente sobre elas, utilizados como templos, altares, e espaços sepulcrais.

## Cerâmica e pintura
O período neolítico foi marcado pelo surgimento das técnicas de polimento de pedra, através do atrito dos objetos sobre uma camada de areia molhada contra pedras mais resistentes. Isso possibilitou o aperfeiçoamento da construção de facas, raspadores, machados e flechas, a serem utilizados ou comercializados. No entanto, essa não foi a única revolução tecnológica importante do neolítico. Esse período marca também a descoberta pelo Homem do processo de cozedura do barro, dando origem à cerâmica. Com isso, e tendo em vista a importância das peças de cerâmica para comunidades sedentárias e agricultoras no armazenamento de alimentos, ela se torna cada vez mais frequente, enquanto as esculturas e pinturas perdem um pouco sua importância.
Assim, as cerâmicas se tornaram um importante elemento da cultura material do período neolítico, apresentando diferentes significados e usos, não somente como peças utilitárias, mas também como uma importante forma de arte e simbolismos. Com isso, vemos surgir uma crescente preocupação com a beleza das peças e pinturas (que passam a ter função mais decorativa), o que leva a uma completa revolução estilística em relação ao período paleolítico. Há um abandono do realismo observado nas figuras do período anterior, que dá lugar à simplificação e à geometrização das imagens, tendendo a formas abstratas, com o uso de símbolos e signos.